# تپه جنگ جا
تپه جنگ جا مربوط به دوره نوسنگی - مس - سنگی - سدهٔ ۴–۶ ه‍.ق است و در شهرستان دورود، بخش سیلاخور، دهستان سیلاخور، ۶۰۰ متری غرب روستای گاراژ، جنب کارخانه قند واقع شده و این اثر در تاریخ ۶ اسفند ۱۳۸۵ با شمارهٔ ثبت ۱۷۶۱۷ به‌عنوان یکی از آثار ملی ایران به ثبت رسیده‌است.